# Antilibinia
Antilibinia is een geslacht van kreeftachtigen uit de klasse van de Malacostraca (hogere kreeftachtigen).

## Soort
- Antilibinia smithii MacLeay, 1838